# Павуколов блідий
Павуколов блідий (Arachnothera dilutior) — вид горобцеподібних птахів родини нектаркових (Nectariniidae). Ендемік Філіппін. Раніше вважався підвидом малого павуколова, однак за результатами низки молекулярно-генетичних досліджень був визнаний окремим видом.

## Поширення і екологія
Бліді павуколови є ендеміками острова Палаван. Вони живуть у вологих рівнинних тропічних лісах і чагарникових заростях, в мангрових лісах, садах і на плантаціях. Зустрічаються на висоті до 1000 м над рівнем моря.